# Lonchaea hirta
Lonchaea hirta är en tvåvingeart som beskrevs av Malloch 1920. Lonchaea hirta ingår i släktet Lonchaea och familjen stjärtflugor. Inga underarter finns listade i Catalogue of Life.